# Муніципалітет (Бельгія)

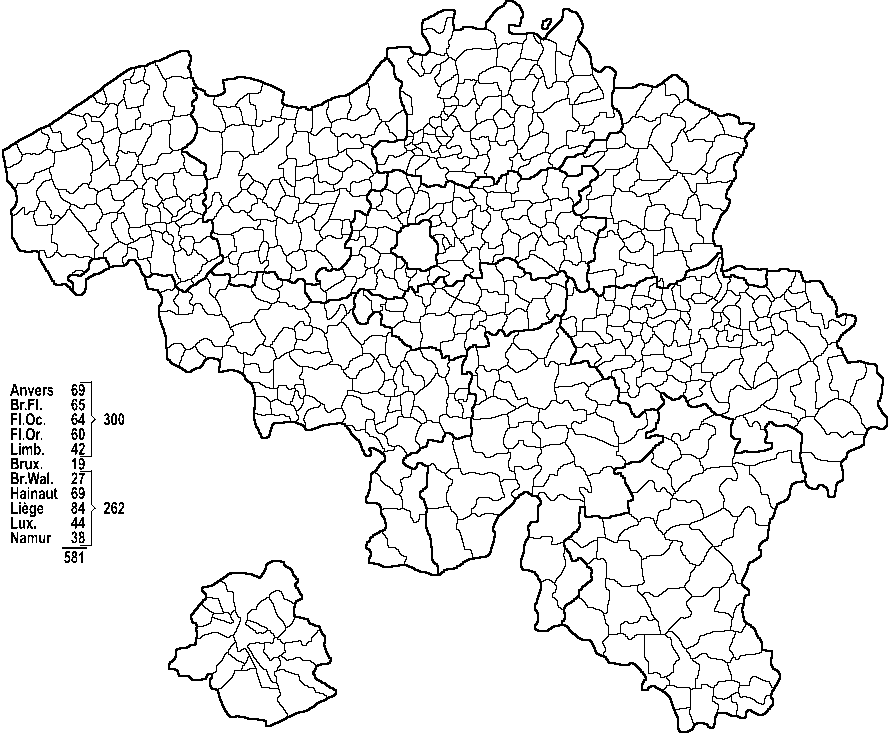
Муніципалітети Бельгії на карті країни. Окремо знизу ліворуч показані межі муніципалітетів Брюссельського столичного регіону

Муніципалітет в Бельгії (нід. gemeente, фр. commune, нім. gemeinde) — найменша адміністративна одиниця Бельгії, що має свої органи самоврядування. Сучасні муніципалітети були започатковані 1795 року, під час перебування Бельгії під владою Франції. Станом на 2013 рік у Бельгії 589 муніципалітетів. Фламандський регіон складається з 308 муніципалітетів, Валлонський регіон складається з 262 муніципалітетіи, Брюссельський столичний регіон — з 19 муніципалітетів. Муніципалітет може складатися з одного або кількох населених пунктів.
Головою виконавчої влади у муніципалітеті є бургомістр (нід. burgemeester, фр. maire). Органом законодавчої влади — місцева рада.
До компетенції уряду муніципалітету входять організація роботи шкіл, ремонт доріг, робота відділу соціальної допомоги (нід. Openbaar Centrum voor Maatschappelijk Welzijn, фр. Centre public d'action sociale або Centre Publique d'Aide social), поліції, водопостачання, міське планування. Місцева влада також може ініціювати заходи в інших сферах, наприклад, у культурній сфері, у роботі з молоддю, спорті, туризмі, економічному розвиту та в інших питаннях громади.

## Муніципалітети-«рекордсмени»
- Найбільший муніципалітет — Турне — 213,75 км²,
- Найменший муніципалітеті — Сен-Жосс-тен-Ноде — 1,14 км²,
- Муніципалітет з найбільшим населенням — Антверпен — 493517 осіб (на 1 січня 2011 року),
- Муніципалітет з найменшим населенням — Херстаппе — 80 осіб (на 1 січня 2010 року).